# Тактические группы словацких партизан
Тактические группы словацких партизан (чеш. Taktické skupiny během SNP, словац. Taktické skupiny počas SNP) были образованы 10 сентября 1944 во время Словацкого национального восстания после реорганизации партизанского движения. Их было шесть, и они подчинялись 1-й чехословацкой армии.

## 1-я тактическая группа
- Кодовое имя: «Кривань».
- Штаб-квартира: Банска-Бистрица, позднее Гарманец[словац.].
- Командир: подполковник Йозеф Тлах.
- Контролируемые линии: Турьец — Липтов — Горехроне[англ.] — Зволен
- Состав: 1-й и 6-й батальон 1-го пехотного полка, 1-я отдельная рота, 1-я артиллерийская группа (21-я, 22-я, 31-я, 41-я батареи), смешанная телефонная рота.
- Численность: ок. 4 тысяч человек.

## 2-я тактическая группа
- Кодовое имя: «Фатра».
- Штаб-квартира: Брезно.
- Командир: полковник Михал Ширица.
- Контролируемые линии: Кралёва Легота[словац.] — Чертовица[англ.] — Брезно — Грановница[укр.] — Телгарт[словац.], Кокава-над-Римавицоу — Кленовец[словац.] — Тисовец — Ревуца — долина Грона.
- Состав: 11-й и 18-й батальоны 2-го пехотного полка, 2-я штабная рота, сапёрная рота, смешанная телефонная рота, транспортная группа, автомобильная группа, резервный пехотный батальон, три артиллерийские батареи (1-я, 2-я и 4-я).
- Численность: ок. 16 тысяч человек.

## 3-я тактическая группа
- Кодовое имя: «Герлах».
- Штаб-квартира: Зволен.
- Командир: полковник Павол Куна, с 23 октября 1944 — полковник Микулаш Маркус.
- Контролируемые линии: Лученец — Вигляш — Зволен, Мытна — Подкривань — Детва — Кожаровце — Жарновица — Зволен, Гронски-Бенядик — Нова-Баня — Жарновица — Банска-Штявница — Зволен, Долне-Хамре — Жарновица — Банска-Штявница — Зволен, Пуканец — Почувадло — Пренчов — Банска-Штявница — Крупина — Зволен, Девиче — Бзовик — Полом, Плаштёвице — Зволен, Мацков-вршок — Склабина — Модры-Камень — Долна-Стрехова — Турье-Поле.
- Состав: 21-й и 28-й батальоны 3-го пехотного полка, сапёрная рота, смешанная телефонная рота, четыре артиллерийские батареи (1-я, 3-я, отдельная, резервная).
- Численность: ок. 10 тысяч человек.

## 4-я тактическая группа
- Кодовое имя: «Мурань».
- Штаб-квартира: Прьевидза, позднее Разточно, Гандлова, Кремница и Тайов.
- Командиры: подполковник Ян Малар, с 14 сентября 1944 — полковник Микулаш Маркус, с 24 октября — полковник Павол Куна.
- Контролируемые линии: Топольчаны — Земянске-Костоляны — Прьевидза — Разточно — Склене, Илава — Злихов — Земянске-Костоляны, Мале-Белице — Вельке-Белице — Земянске-Костоляны — Новаки — Прьевидза — Клячно — Нитрянске-Правно.
- Состав: 31-й и 34-й батальоны 4-го пехотного полка, танковая рота, рота противотанковых орудий, рота личного состава авиации, батарея зенитной артиллерии, батарея миномётов.
- Численность: ок. 5 тысяч человек.

## 5-я тактическая группа
- Кодовое имя: «Дюмбьер».
- Штаб-квартира: Дражковце, позднее Турчянски-Петер и Словенска-Люпча.
- Командир: подполковник Эмил Перко.
- Контролируемые линии: Кралёваны — Мартин — Прибовце — Дивяки.
- Состав: учебная группа, группа укрепления, с 23 сентября 5-й резервный пехотный батальон, смешанная телефонная рота, штабная автомобильная группа, склад оружия и припасов.
- Численность: ок. 4 тысяч человек.

## 6-я тактическая группа
- Кодовое имя: «Зобор».
- Штаб-квартира: Липтовска-Осада.
- Командир: подполковник Ян Чернек.
- Контролируемые линии: Биелы-Поток — Липтовска-Лужня — Липтовске-Ревуце — Вельки-Штурец.
- Состав: 51-й, 52-й и 54-й батальоны (на основе 53-го батальона всепогодной авиации), сапёрная рота, телеграфная рота, транспортная группа, автомобильная группа, 1-я и 2-я артиллерийские батареи, зенитная батарея.
- Численность: ок. 6500 человек.